# Сискі (Опочинський повіт)
Сискі (пол. Syski) — село в Польщі, у гміні Мнішкув Опочинського повіту Лодзинського воєводства.
Населення — 50 осіб (2011).
У 1975-1998 роках село належало до Пйотрковського воєводства.

## Демографія
Демографічна структура станом на 31 березня 2011 року:
|          | Загалом | Допрацездатний вік | Працездатний вік | Постпрацездатний вік |
| -------- | ------- | ------------------ | ---------------- | -------------------- |
| Чоловіки | 27      | 10                 | 14               | 3                    |
| Жінки    | 23      | 3                  | 11               | 9                    |
| Разом    | 50      | 13                 | 25               | 12                   |